# Sorokújfalu
Sorokújfalu Sorokpolány község településrésze, 1939-ig önálló falu volt, ma Vas vármegyében, a Szombathelyi járásban található.

## Fekvése
A Sorok-patak jobb partján fekszik, Szombathelytől 14 kilométerre délkeletre, a 8704-es és a 8442-es utak találkozásánál.

## Története
Vályi András szerint "ÚJFALU. Sorki Újfalu. Vas Várm. földes Urai több Urak, fekszik Kis Unyomnak szomszédságában, és annak filiája; határja is hozzá hasonlító."
Vas vármegye monográfiájában " Sorok-Ujfalu magyar község, 48 házzal és 531 r. kath. és ág. ev. lakossal. Postája és távírója Kis-Unyom. Itt veszi magába a Sorok patak a Perint patakot."
A sorokújfalui birtokot 1890-ben a Szapáry család vásárolta meg. 1910-ben a pénzügyi zavarba került Szapáryak Gött Gyulának adták el, majd 1916-ban báró Haupt Buchenrode István vásárolta meg. A család a birtokot 1945-ig meg is tartotta.
1910-ben 637 lakosa volt. 1939-ben Sorkipolánnyal egyesítették.

## Nevezetességei
- A Szapáry-kastélyt a 19. század közepén a Mikos család építtette  eklektikus stílusban. 1927-ben akkori birtokosa Haupt báró átalakíttatta. Ma magántulajdon, felújítása folyik.
- A Szapáry család 1878-ban épített neoreneszánsz mauzóleuma.

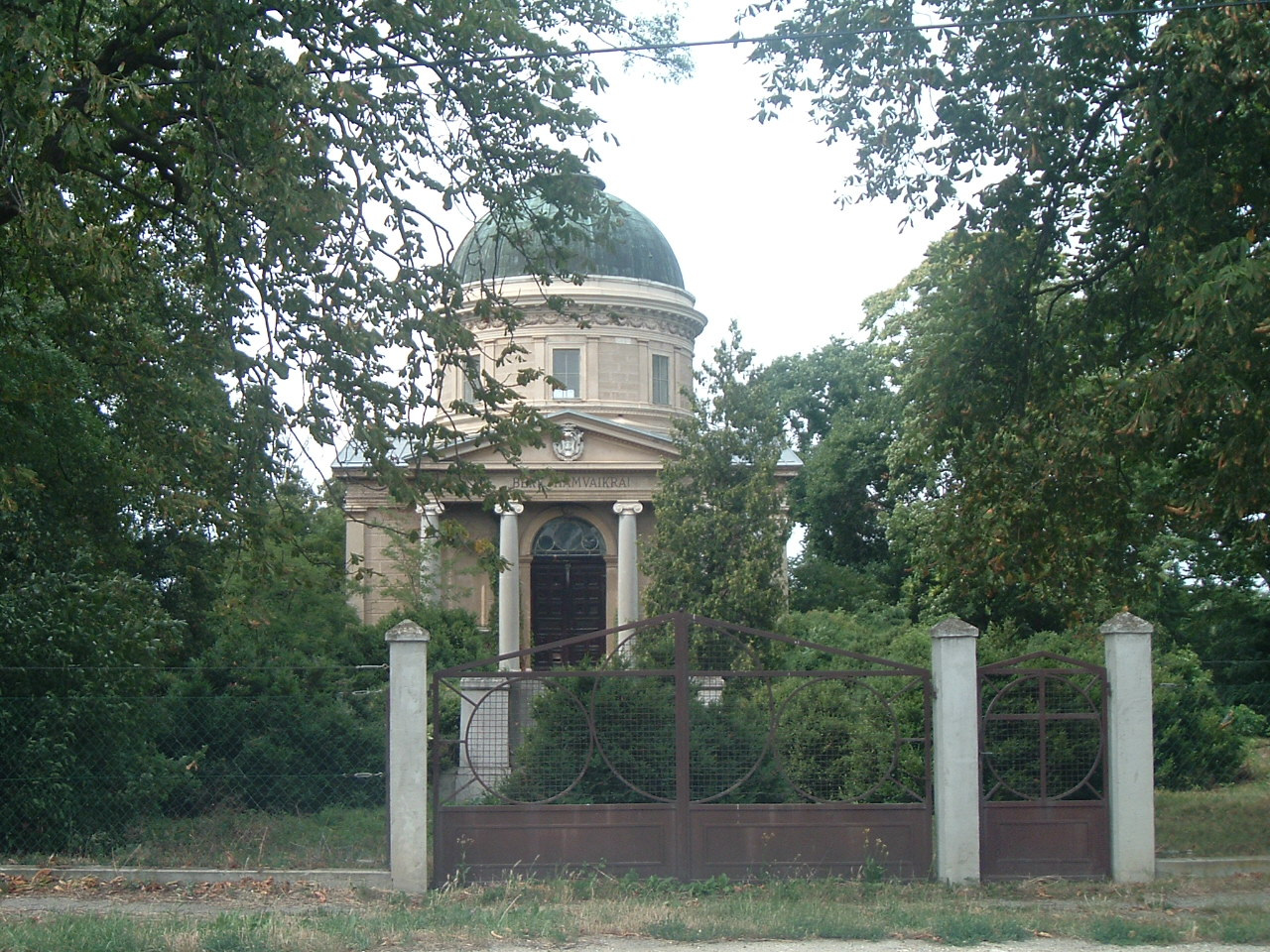
A Szapáry-mauzóleum